# Льямас, Мария Эухения
Мария Эухения Льямас Андреско исп. María Eugenia Llamas Andresco (19 февраля 1944, Мехико, Мексика — 31 августа 2014, Сапопан, Халиско, Мексика) — мексиканская актриса, юная актриса «Золотого века мексиканского кинематографа», признанная девочкой-символом данной эпохи.

## Биография
Родилась 19 февраля 1944 году в Мехико в семье Хосе Марии Льямас Оларана и Марии Долорес Андреско Курайтис (родившаяся в Париже, Франция, имевшая, в свою очередь, украинско-еврейское происхождение по отцовской линии и литовское по материнской линии). Её родители, Хосе Мария Льямас Оларан и Мария Долорес Андреско, эмигрировали в Мексику из Испании в 1939 году в качестве беженцев из-за Гражданской войны в Испании на корабле «Синая».

### Карьера в кино
В 1948 году всего в четыре года маленькая актриса дебютировала в кино и покорила публику ролью Туситы и фразой «Почему они оставляют меня в покое, если они меня уже знают» в фильме «Три Уастеко», где она снималась вместе с Педро Инфанте, Бланкой Эстелой Павон и Исмаэлем Родригесом.
Её дебютная роль принесла ей номинацию на премию Ариэль, присуждаемую Мексиканской академией кинематографических искусств и наук (AMACC) в категории «Лучший детский спектакль», и, хотя она не получила признания, через два года она была награждена за свое выступление в фильме Роберто Родригеса «Дети улицы» (1951), после чего актриса была признана девочкой-символом «Золотого века мексиканского кинематографа».
Актриса продолжила исполнять роль Туситы в фильмах «Говорят, я бабник» и «Семинист» (оба вышли в 1949 году), режиссёра Роберто Родригеса с Педро Инфанте в главной роли.
За ними последовали «Две уэрфаниты» (1950), «Дети улицы» (1951) и «Улица между тобой и мной» (1952), также поставленные Родригесом, в которых она сыграла Тереситу и снималась вместе с актрисой Эвитой Муньос Чачита.
В 1953 году она снималась в фильме «Вторая женщина» режиссёра Хосе Диаса Моралеса с Росой Карминой и Антонио Агиларом в главных ролях. В 1954 году она снималась в фильме «Месть в цирке» вместе с Хоакином Кордеро, Кармелитой Гонсалес и Фредди Фернандесом. В 1958 году она снялась в телесериале Гутьерритос.
Кинорежиссёр Алехандро Галиндо также был очарован грацией маленькой девочки и пригласил её участвовать в своем фильме «Эпоха искушения» (1959), где она сыграла Роситу и этой ролью завершила свое участие в «Золотом веке мексиканского кинематографа» и на время ушла из кинематографа. В 1980 году она вернулась в мексиканский кинематограф, сыграв роль в фильме Триггер смерти (1980), за которым последовали «Охотник на убийц» (1983) Хосе Луиса Уркиеты и «Преступник» (1985) Фернандо Дурана Рохаса.
Актриса в 2007 году приняла участие в документальном фильме «Педро Инфанте жив!», в котором она рассказывала свои воспоминания и анекдоты вместе с «Идолом Гуамучиля».
В Нуэво-Леоне она была координатором Национального института изящных искусств (INBA) и вела обширную преподавательскую работу в области сценического устного повествования, театра и творчества, а также была директором отдела культуры муниципалитета Монтеррея, Н.Л.

### Последние годы жизни
Скончалась 31 августа 2014 года в Сапопане, штат Халиско, от остановки сердца, куда она прибыла, чтобы поселиться со своей дочерью Мару.

## Личная жизнь
- В 1966 году Мария Эухенния Льямас вышла замуж за актёра и телеведущего Ромуло Лосано (1917—1996), от которого у неё родились дети: Лус Мария, Мария Эухения и Фернандо, и поселилась в городе Монтеррей, Нуэво-Леон, где продолжила свою актёрскую деятельность.
- В 1987 году Мария Эухения Льямас познакомилась с Франсиско Гарсоном Сеспедесом, выдающимся кубинским журналистом, писателем и театральным деятелем, вместе с которым она научилась искусству сценического устного повествования, и присоединилась к группе «Рассказчики Гарсона». В том же году она дебютировала в Мехико со своей собственной группой шоу устного повествования и стихов Я рассчитываю на жизнь.

## Фильмография

### Телесериалы
| Год  | Название телесериала | Роль     |
| ---- | -------------------- | -------- |
| 1958 | Гутьерритос          | Лукресия |

### Фильмы

#### Документальные
| Год  | Название документального фильма                                                                                   | Роль                                          |
| ---- | --- | --------------------------------------------- |
| 2010 | Отличный финал телесериалов — документальный фильм посвящён съёмкам мексиканских телесериалов и съёмочным группам | Лукресия из телесериала Гутьерритос (хроника) |

#### Художественно-игровые
| Год  | Название фильма                         | Роль                                             |
| ---- | --------------------------------------- | ------------------------------------------------ |
| 1948 | Три уастеко                             | Тусита                                           |
| 1949 | Они говорят, что я бабник; Семенарист   | В обоих фильмах юная актриса сыграла роль Туситы |
| 1950 | Две девочки-сироты; Дети смотрят в небо | Тересита; Эпизод                                 |
| 1951 | Дети на улице                           | Тересита                                         |
| 1952 | Улица между мной и тобой                | Куиса                                            |
| 1953 | Вторая жена                             | Ана Мария (в детском возрасте)                   |
| 1954 | Месть в цирке                           | Пулгуита                                         |
| 1959 | Возраст искушения                       | Росита                                           |
| 1980 | Триггер смерти                          |                                                  |
| 1983 | Охотник на убийц                        |                                                  |
| 1985 | Преступник                              |                                                  |
| 2008 | Помимо меня                             | Тусита                                           |